# Ma Jian (Autor)

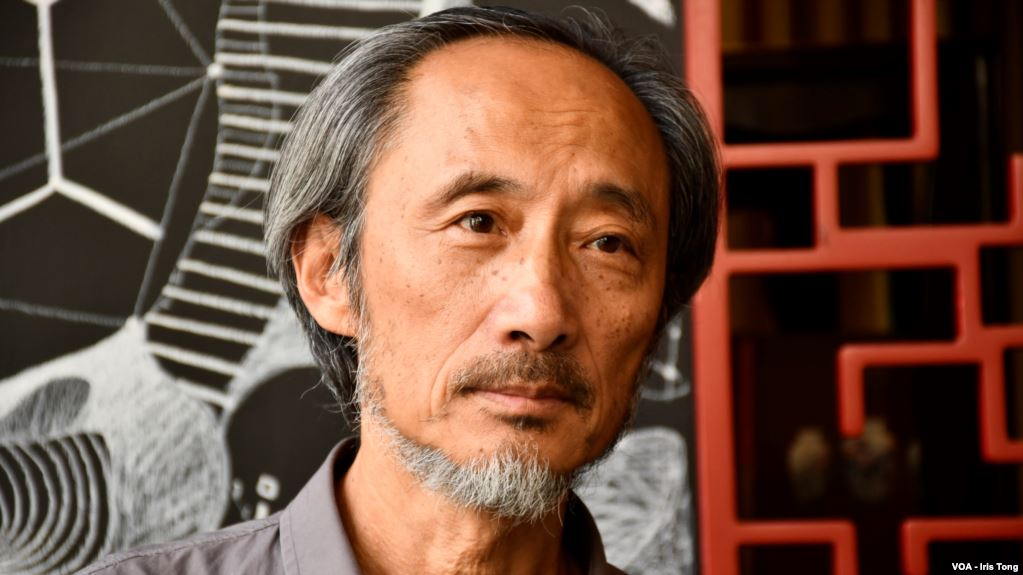
Ma Jian, 2018

Ma Jian (chinesisch 馬健 / 马建, Pinyin Mǎ Jiàn, * 18. August 1953 in Qingdao, Provinz Shandong) ist ein chinesischer Autor.
Im Jahr 1976 ist er von Qingdao nach Peking gezogen. Nachdem in der VR China einige seiner Werke verboten wurden, ging er 1986 nach Hong Kong, wo er das Verlagshaus Hong Kong New Century Press (chinesisch 香港新世纪出版社, Pinyin xianggang xin shiji chubanshe) gründete.
Von 1997 bis 1999 lebte er in Deutschland und unterrichtete dort Moderne chinesische Literatur; seit 1999 lebt er in England. Er ist verheiratet mit Flora Drew, die seine Bücher ins Englische übersetzt.
Auf der Frankfurter Buchmesse im Oktober 2009 war Ma Jian Gast des nicht-offiziellen China-Programms.

## Werke
- Stick out Your Tongue (亮出你的舌苔或空空荡荡,  liàngchū nǐde shétāi huò kōngkōng dàngdàng – „Streck die Zunge so weit raus, dass ich den Belag darauf sehe oder lass es ganz!“), Erzählungen aus Tibet. 1987. 
  - daraus Der Belag deiner Zunge. Ins Deutsche übersetzt von Karin Hasselblatt. In: Drachenboot 1, Juni 1987, 104–106.
  - daraus Die Himmelsbestattung (女人篮,  nǚrénlán, englisch The Woman and the blue sky), Erzählung. Ins Deutsche übersetzt von Wolf Baus. In: Hefte für Ostasiatische Literatur Nr. 6 (September 1987), 47–61.
  - Ins Englische übersetzt von Flora Drew. Farrar Straus & Giroux. New York 2006. ISBN 978-0-374-26988-3.
- The Noodle Maker (拉面者,  lāmiànzhě), 1999.
- Red Dust, 2002.
  - dt. Red Dust. Drei Jahre unterwegs durch China. Übersetzung aus dem Englischen von Barbara Heller. Schirmer Graf, München 2009. ISBN 978-3-86555-063-7.
- Beijing Coma
  - dt. Peking-Koma. Übersetzung aus dem Englischen von Susanne Höbel. Rowohlt, Reinbek 2011.
- The dark road, 2013.
  - dt. Die dunkle Straße. Übersetzung aus dem Englischen von Susanne Höbel. Rowohlt, Reinbek 2015.
- China Dream. Chatto & Windus, London 2018.
  - dt. Traum von China. Roman. Übersetzung aus dem Englischen von Susanne Höbel. Rowohlt, Hamburg 2019. ISBN 978-3-498-00107-0.